# Damien Chazelle
Pour les articles homonymes, voir Chazelle.
Damien Chazelle, né le 19 janvier 1985 à Providence (Rhode Island), est un réalisateur, scénariste et producteur franco-américain.
Considéré comme l'un des réalisateurs les plus prometteurs de sa génération, il est révélé par le succès de son film Whiplash en 2014, avant d'obtenir une reconnaissance mondiale grâce à la comédie musicale La La Land. Grand succès critique et commercial, celui-ci lui vaut de recevoir le Golden Globe, le Bafta et l'Oscar de la meilleure réalisation, dont il devient le plus jeune récipiendaire à trente-deux ans.

## Biographie

### Jeunesse
Son père est l'informaticien et mathématicien franco-américain Bernard Chazelle, professeur à l'université de Princeton et sa mère, Celia Martin Chazelle, est historienne du Moyen Âge. Ses origines font qu'il est bilingue en français et en anglais. Il effectue ses études de cinéma à l'université Harvard, où il rencontre son futur collègue, Justin Hurwitz, qui composera les musiques de ses films et avec qui il partage sa passion pour le jazz et les comédies musicales françaises comme Les Parapluies de Cherbourg ou Les Demoiselles de Rochefort. Il est considéré comme l'un des réalisateurs les plus prometteurs de sa génération.

### Carrière

#### 2009-2013: débuts
Il débute au cinéma en tournant Guy and Madeline on a Park Bench, un premier film musical qui donne la vedette à des acteurs peu connus, qui sont surtout ses amis. La musique du film est composée par son ami Justin Hurwitz. Le film est, à l'origine, un projet de thèse pour l'université Harvard. Cependant, Chazelle et Hurwitz quittent les bancs de l'école afin d'avoir plus de temps à lui consacrer. Ce film attire l'attention de l'acteur et producteur Stanley Tucci, qui y voit un gros potentiel, bien qu'il soit tourné en noir et blanc, avec des acteurs inconnus comme Anna Chazelle, sa sœur, ou Bernard Chazelle, son père.
Le film sort dans un nombre limité de salles mais il attire la curiosité du public et de la presse. Chazelle écrit entre-temps le scénario des films Grand Piano, Le Dernier Exorcisme 2 et du court-métrage Whiplash.

#### 2014-2018: ascension critique
En 2014, il fait un remake de ce court-métrage qui devient alors son deuxième long-métrage : Whiplash (2014) connaît un succès tant critique que public, récoltant plusieurs distinctions, notamment au festival du cinéma américain de Deauville où il obtient le Grand Prix du jury et le Prix du Public. Le film remporte également plusieurs Oscars dont celui de meilleur acteur dans un second rôle pour J. K. Simmons (qui recevra le Golden Globe dans la même catégorie pour ce film).

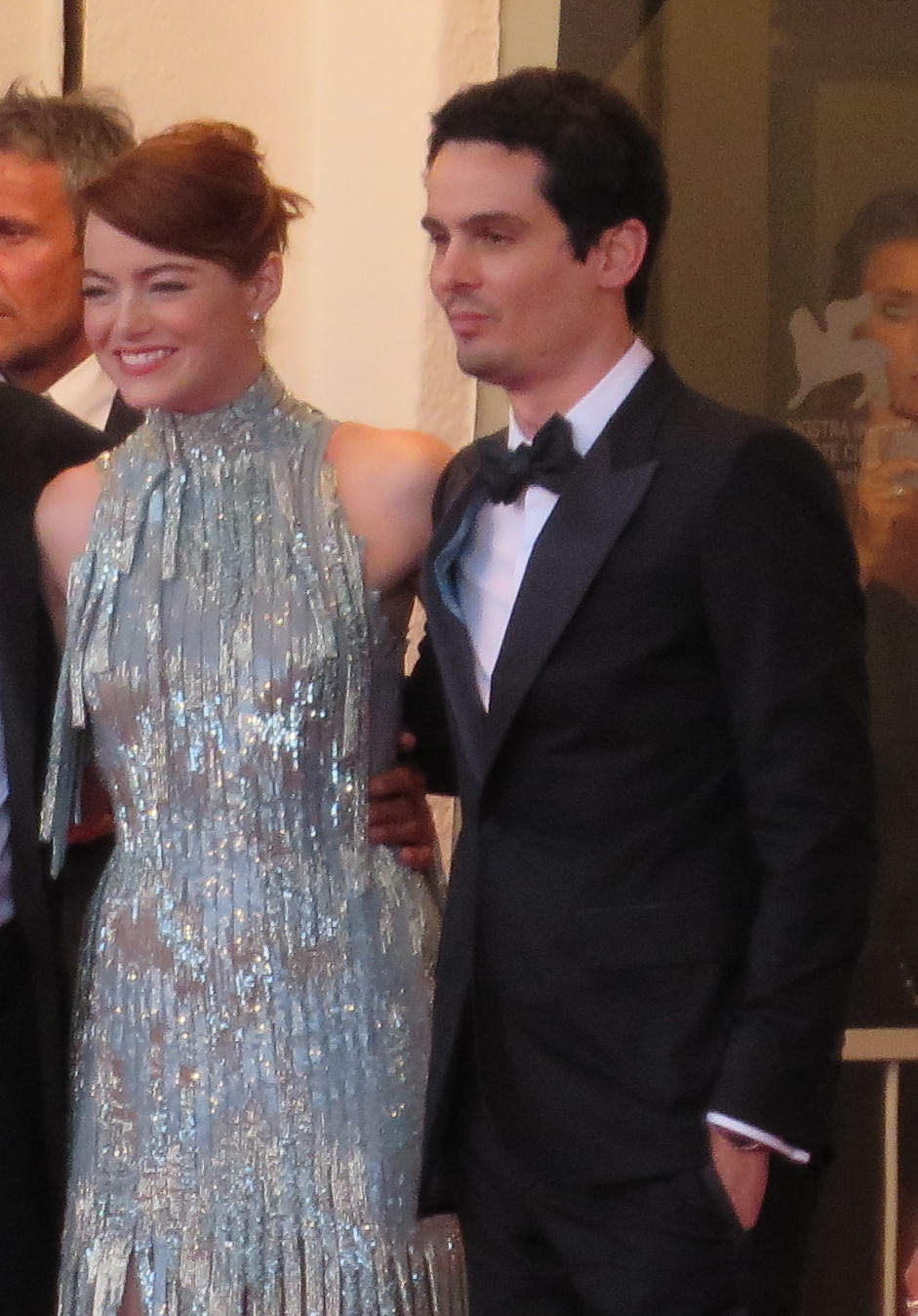
Emma Stone et Damien Chazelle à la Mostra de Venise pour la présentation de La La Land, en 2016.

Son troisième film, La La Land, sorti en décembre 2016 aux États-Unis, a pour acteurs principaux Emma Stone et Ryan Gosling venus remplacer respectivement les acteurs Emma Watson et Miles Teller initialement prévus. En effet, ce dernier avait d'abord été sélectionné mais il renonça au projet à la suite de désaccords avec le réalisateur. Quant à Emma Watson, elle était déjà engagée dans un autre projet musical, La Belle et la Bête. C'est alors que Damien rappelle Ryan Gosling, à qui il avait proposé le rôle de First Man et qui était tombé amoureux du projet. À sa sortie en salle, le film devient un phénomène, les critiques américaines et européennes sont unanimes. De plus, le film remporte sept trophées sur ses sept nominations à la 74e cérémonie des Golden Globes : Meilleur film musical ou comédie, Meilleur réalisateur, Meilleure actrice dans un film musical ou une comédie pour Emma Stone, Meilleur acteur dans un film musical ou une comédie pour Ryan Gosling, Meilleure chanson et Meilleur scénario. Lors de la 70e cérémonie des British Academy Film Awards, le film obtient cinq trophées sur onze nominations et Damien Chazelle reçoit à cette occasion le prix du Meilleur réalisateur. Aux Oscars, le film obtient quatorze nominations, égalant le record historique de Titanic et Eve et six Oscars, dont celui de meilleur réalisateur et de la meilleure musique.

#### Depuis 2019: confirmation

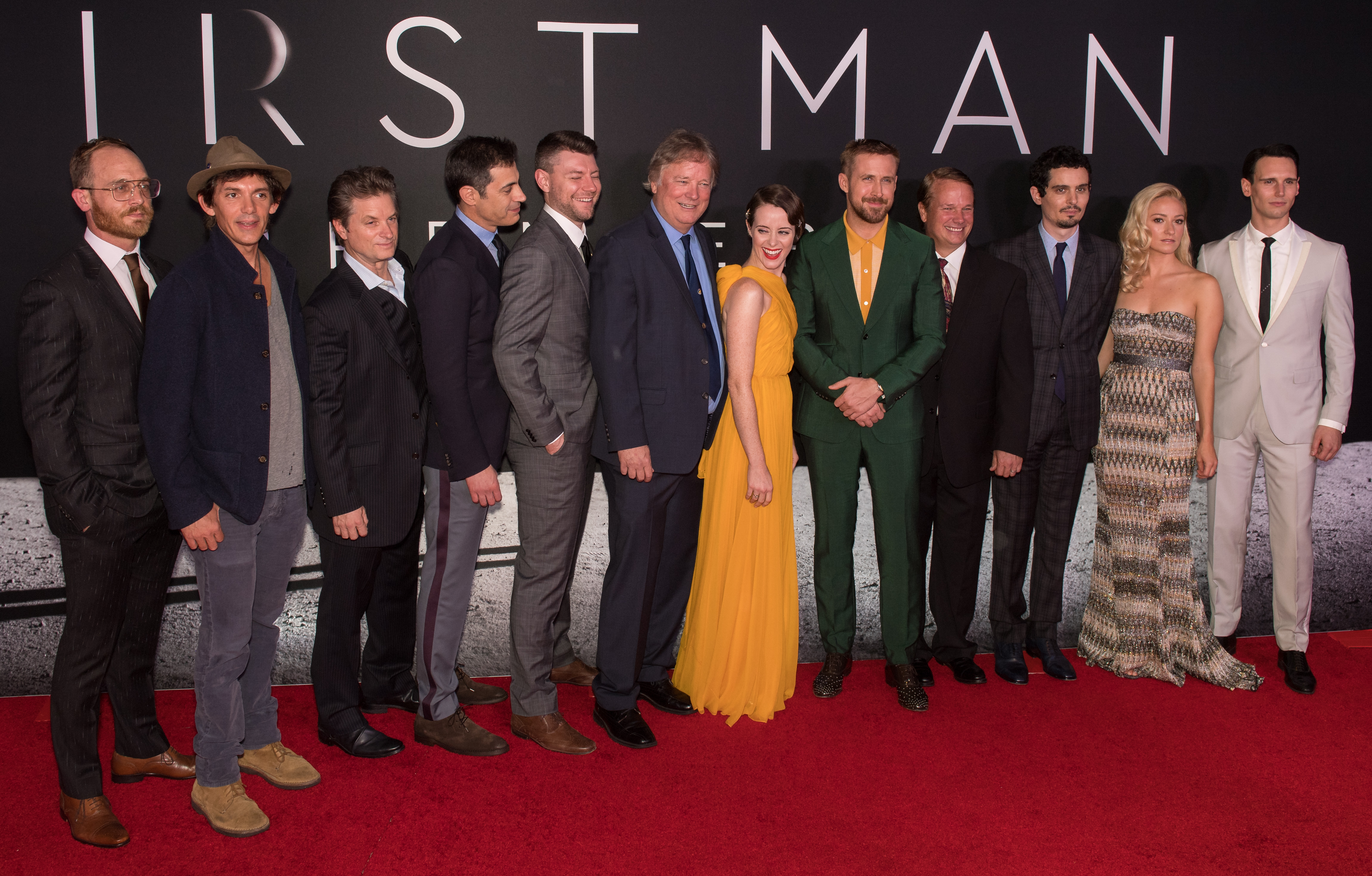
Damien Chazelle (10e en partant de la gauche) et l'équipe du film First Man lors de sa présentation à la Mostra de Venise.

Son 4e long métrage, First Man : Le Premier Homme sur la Lune, sort en octobre 2018 et fait, cette année-là, l'ouverture de la Mostra de Venise. Il retrouve pour la seconde fois Ryan Gosling, dans le rôle de Neil Armstrong et collabore pour la première fois avec l'actrice Claire Foy. Le film est bien accueilli par la presse et est classé « favori des Oscars 2019 ». Il reçoit un accueil plutôt positif, mais est nommé aux Oscars dans des catégories techniques uniquement. Le film obtient l'Oscar des meilleurs effets visuels.
Quelque temps après la sortie de First Man, le géant américain Netflix précise que Damien Chazelle, qui travaille activement sur la série The Eddy, en réalisera les deux premiers épisodes. Fin décembre 2018, Apple déclare que le réalisateur travaille sur une nouvelle série. Par la suite, Allociné annonce que Chazelle va tourner un film intitulé The Claim, dont il a écrit le scénario au début des années 2010. D'abord prévu pour 2018, le tournage est finalement décalé.
En avril 2017, Chazelle annonce s'engager à tourner The Eddy, une série musicale pour Netflix, qui racontera les péripéties du propriétaire d'un club de jazz et de son groupe. L'action sera située à Paris. On annonce que Chazelle est producteur et coréalisateur du programme. Netflix annonce que le tournage de The Eddy débutera l'été 2019. Pour cette série, le réalisateur franco-américain s'est adjoint les services d'André Holland. Quelques semaines plus tard, il indique qu'il collaborera avec Joanna Kulig (connue pour avoir déjà joué dans le film musical Cold War). Il est ensuite annoncé que l'actrice Leïla Bekhti ainsi que le chanteur Benjamin Biolay vont jouer dans la série.[réf. nécessaire].
En parallèle de sa série The Eddy, le cinéaste franco-américain travaille à son cinquième film comme scénariste et réalisateur. Avec Babylon, il fait le choix de diriger une grande fresque sur le Hollywood d’avant les années pré-code Hays. Il avait commencé l'écriture du film quinze ans auparavant. Ce film est le plus coûteux du réalisateur, ce coût s’élevant aux alentours de 80 millions de dollars. Par l’ampleur du projet, son sujet et la stature de son auteur, Babylon devient rapidement très prisé par les majors hollywoodiennes. Tour à tour Netflix, Lionsgate, et Paramount Pictures se disputent les contrats. Ce sont finalement ces derniers, accompagnés de la société du producteur Marc Platt, qui obtiennent les droits. Dans un premier temps, Chazelle souhaite engager Brad Pitt et Emma Stone, sa muse dans La La Land, dans les rôles principaux.
Pour des raisons d’emploi du temps et en raison de sa grossesse, Emma Stone ne fera pas partie de la distribution, tandis que Brad Pitt est confirmé. Damien Chazelle se tourne alors vers l’actrice australienne Margot Robbie, à qui il propose le rôle de Nelly LaRoy (substitut fictif de Clara Bow). Le film sort aux États-Unis fin 2022, mais n'y rencontre pas le succès espéré. Il décroche toutefois trois nominations aux Oscars mais uniquement dans des catégories techniques. En France, Babylon obtient plus de succès, et atteint la deuxième place du box-office français derrière Avatar II. Certains spécialistes reprochent cependant au réalisateur le montage de trois heures et certaines scènes dénudées. Toujours en 2023, Chazelle est choisi pour présider le jury de la Mostra de Venise.
En 2024, Damien Chazelle confie avoir plusieurs idées de longs-métrages aux budgets plus modestes que Babylon, sans pour autant s'être fixé sur un projet en particulier. Cette année-là, il prolonge son contrat avec la société Paramount avec qui il avait fait équipe sur Babylon. Dans ces nombreuses annonces, il évoque une nouvelle comédie musicale coécrite avec Matthew Vaughn qui en assurera sa réalisation, et un film se déroulant dans un milieu carcéral. En 2025, un nouveau projet est évoqué : Chazelle envisagerait un nouveau film biographique, consacré cette fois au cascadeur de moto Evel Knievel et dont Leonardo DiCaprio devrait être l'acteur principal. Adrien Brody rentre lui aussi en négociation pour un rôle important dans le film. 
Parallèlement, Chazelle continue ses réalisations pour la publicité : en novembre 2024, il signe la publicité A Season Tale pour la nouvelle série de bijoux de la marque française Cartier. Il y dirige l'actrice césarisée Nadia Tereszkiewicz, Deva Cassel et Aliocha Schneider.

### Vie privée
De 2010 à 2014, il a été marié avec la productrice Jasmine McGlade, qui a produit son film Guy & Madeline. Depuis 2018, il est marié à l'actrice Olivia Hamilton (en), qu'il a fait jouer dans La La Land, First Man : Le Premier Homme sur la Lune et Babylon.

## Influences
Damien Chazelle a confié au cours de plusieurs interviews, pendant la promotion de La La Land, être un admirateur du cinéaste français Jacques Demy. Lola (1961) et Les Parapluies de Cherbourg (1964) sont ses deux films préférés. Dans un entretien avec le chercheur universitaire français Nathan Réa publié sous le titre Jouer parmi les étoiles - Conversation avec Damien Chazelle, aux éditions Rouge Profond en 2024, il développe davantage son lien avec le cinéma de Demy et ses influences provenant à la fois de la Nouvelle Vague et du Nouvel Hollywood.

## Filmographie

### Comme réalisateur

#### Longs-métrages
- 2009 : Guy & Madeline (Guy and Madeline on Park Bench)
- 2014 : Whiplash
- 2016 : La La Land
- 2018 : First Man : Le Premier Homme sur la Lune (First Man)
- 2022 : Babylon

#### Séries télévisées
- 2020 : The Eddy (série télévisée)

#### Courts-métrages
- 2013 : Whiplash
- 2020 : La Doublure (The Stunt Double)
- 2024 : Cartier : A Season Tale

### Comme scénariste
- 2009 : Guy and Madeline on a Park Bench (également parolier des chansons)
- 2013 : Whiplash (version court métrage)
- 2013 : Le Dernier Exorcisme 2 (The Last Exorcism, part II) d'Ed Gass-Donnelly
- 2013 : Grand Piano d'Eugenio Mira (en)
- 2014 : Whiplash (version long-métrage)
- 2016 : 10 Cloverfield Lane de Dan Trachtenberg
- 2016 : La La Land
- 2022 : Babylon

### Comme producteur

#### Sur ses propres projets
- 2009 : Guy and Madeline on a Park Bench
- 2018 : First Man : Le Premier Homme sur la Lune
- 2020 : The Eddy (série TV)

#### Autres
- 2011 : Maria My Love de Jasmine McGlade
- 2016 : Surogate[30] d'Olivia Hamilton
- 2026 : Heart of the Beast de David Ayer

## Distinctions

### Récompenses
- Gotham Independent Film Award 2009 : meilleur film indépendant pour Guy & Madeline
- Detroit Film Critics Society Award 2014 : révélation de l'année pour Whiplash
- Festival du cinéma américain de Deauville 2014 : Grand Prix et prix du public pour Whiplash
- Boston Online Film 2016 : meilleure réalisation pour La La Land
- Festival international du film de Toronto 2016 : prix du public pour La La Land
- Golden Globes 2017 : meilleure réalisation et meilleur scénario original pour La La Land
- Oscars 2017 : meilleure réalisation pour La La Land
- BAFTA 2017 : meilleure réalisation pour La La Land
- Critics' Choice Awards 2017 : meilleur réalisateur pour La La Land
- Hollywood Film Awards 2019 : meilleur réalisateur pour First Man

### Nominations
- Oscars 2015 : meilleur scénario adapté pour Whiplash
- Satellite Award 2015 : meilleur réalisateur pour Whiplash
- Oscars 2017 : meilleur scénario original pour La La Land
- César 2018 : meilleur film étranger pour La La Land
- Critics' Choice Awards 2019 : Meilleur réalisateur pour First Man
- Critics' Choice Awards 2023 : Meilleur réalisateur pour Babylon

### Sélections
- Quinzaine des réalisateurs du Festival de Cannes 2014 pour Whiplash
- Festival du cinéma américain de Deauville 2014 pour Whiplash
- Mostra de Venise 2016 pour La La Land
- Festival de Toronto 2016 pour La La Land